# هوتاجارفا
هوتاجارفا هي قرية في جنوب لابلاند، فنلندا، بالقرب من الحدود مع جمهورية كاريليا ومورمانسك أوبلاست في الاتحاد الروسي. تقع هوتاجارفا في بلدية سالا .
وهي عبارة عن الطريق الرئيسي لحلقة الدب للمشي لمسافات طويلة ، وبوابة لحديقة اولانكا الوطنية.